# Олександрівка (Долинська сільська громада)
Олекса́ндрівка — село Долинської сільської громади Подільського району Одеської області. Населення становить 422 осіб.

## Історія
Під час організованого радянською владою Голодомору 1932—1933 років померло щонайменше 5 жителів села.
Александрфельд/Alexanderfeld (Кусакове II Німецьке, Курсакова), до 1917 — католицько-лютеранське село в Херсонській губернії, Тираспольський повіт, Євгенівська/Розенфельдська волость; у радянський період — Одеська область, Долинський район. Засноване 1866 року на правому березі річки Великий Куяльник. Засновники з лібентальських колоній. Католицькі приходи Северинівка, Ной-Лібенталь, Ной-Кандель. Церква. Землі 897 десятин. Місце народження історика та громадського діяча І. Шнурра (1915—1991). Мешканці: 166 (1885), 229 (1896), 206 (1906), 165 (1911), 236 (1916), 250 (1919), 304 (1926), 459 (1943).
Колишній орган місцевого самоврядування — Олександрівська сільська рада.

## Населення
Згідно з переписом УРСР 1989 року чисельність наявного населення села становила 585 осіб, з яких 265 чоловіків та 320 жінок.
За переписом населення України 2001 року в селі мешкали 422 особи.

### Мова
Розподіл населення за рідною мовою за даними перепису 2001 року:
| Мова       | Відсоток |
| ---------- | -------- |
| українська | 93,60 %  |
| російська  | 4,50 %   |
| румунська  | 1,66 %   |
| білоруська | 0,24 %   |

## Відомі люди
У селі народились:
- Арват Федір Степанович (1928—1999) — український мовознавець, педагог, кандидат філологічних наук, професор, академік Академії педагогічних наук України.
- Кондратенко Іван Васильович (1923—1971) — Герой Радянського Союзу.